# Paleozoik
Paleozoik je duga geološka era u razvoju Zemlje koja je počela prije oko 541 a trajala je do oko 252 milijuna godina računajući od sadašnjeg vremena. Dijeli se na kambrij, ordovicij, silur, devon, karbon i perm.
U kambriju, prije oko 540 milijuna godina, na kopnu nije bilo nikakva života, no zato su u moru živjele svakojake biljke te životinje meka tijela: mekušci, meduze, spužve. U to doba prva stvorenja s nogama sele na morsko dno: trilobiti.
Tijekom sljedećih 160 milijuna godina pojavljuju se nove morske životinje: koralji i morski ljiljani, kao i neobične ribe bez čeljusti zvane agnati ili "okrugloustaši". One su ujedno i prvi kralježnjaci. Ubrzo mora i oceane nastanjuju razne vrste riba koje potom kreću u slatku vodu: jezera i rijeke. Na kopnu, na obalama močvara, počinju rasti biljke. Sada na tlu ima hrane pa se pojavljuju kukci. Početkom karbona, prije 360 milijuna godina, biljke malo-pomalo osvajaju obale. Kukci se mijenjaju. Prvi kralježnjaci izlaze iz vode: to su vodozemci koji su naučili udisati zrak i imaju 4 noge za hodanje. Postaju sve brojniji, a iz njih se razvijaju gmazovi koji su u stanju izvan vode izleći se iz ljuske.

## Vanjske poveznice
|  | Zajednički poslužitelj ima još gradiva o temi Paleozoik |